# Liste der Mitglieder der National Academy of Sciences/1893
Im Jahr 1893 wählte die National Academy of Sciences der Vereinigten Staaten 3 Personen zu ihren Mitgliedern.

## Neugewählte Mitglieder
- Carl Ludwig (1816–1895)
- Karl F. Rammelsberg (1813–1899)
- Francois F. Tisserand (1845–1896)